# Jan Anne Drenth
Jan Anne Drenth (Groningen, 8 augustus 1941) is een Nederlands acteur, zanger, musicus en regisseur.

## Carrière
Drenth deed na het eindexamen HBS in Groningen, toelatingsexamen aan de Toneelschool Arnhem. Na twee jaar verruilde hij de Toneelschool Arnhem voor de Kleinkunstacademie in Amsterdam. In 1965 begon hij zijn loopbaan bij Forum gevolgd door vrije producties en musicals.
Van 1971-1979 speelde hij bij Zuidelijk Toneel Globe. Vervolgens 3 jaar Amsterdams Volkstoneel (1979-1983). Samen met Hans van der Gragt richtte hij in 1983 Populair Theater op. Hij speelde in diverse televisieproducties en films. Tevens is hij een veelgevraagd stemacteur.
Eind jaren ’80 richtte hij zijn eigen acteursbedrijf Drenthdrama op, voor het inzetten van trainingsacteurs bij bedrijven en ondernemingen. Zelf ontwikkelde hij zich naast trainingsacteur ook als communicatie-trainer. In 2008 verkocht hij zijn bedrijf en ging kleinschalig door met “Spel is de Spil”.

## Theater

#### Forum 1965/66
- Oh mijn papa (jeune premier)

#### Vrije Producties 1966/70
- Musical ANATEVKA (Mendel en Mottel Kemzoil)
- Twee onschuldige Engelen (advocaat)
- Musical HAIR (o.a. Burger)

#### Zuidelijk Toneel Globe (1971/79)
- De twee wezen (straatzanger)
- Ziekenzorg (Tyler)
- De Italiaanse strohoed (Bobby)
- Soldaat Tanaka (man, Umezu)
- Ik, Claudius (Domitius/Caractacus/Urgulanilla/sergeant)
- Wilden (enquête-commissie)
- Suiker (Bobik)
- Zaterdag, zondag, maandag (Roberto)
- Lulu (leeuwentemmer)
- Voorjaarsontwaken (rector)
- De rovers (pater)
- Henry II (Jones)
- Kleine man, wat nu? (Lauterbach)
- Leer om leer (gevangene/bediende)
- Dimanche (Gilbert)
- Mooie Helena (Kalchas)

#### Amsterdams Volkstoneel (1979/83)
- Potasch en Perlemoer (Boris)
- Uitkomst (politieagent)
- Circus Knie (Fritz Knie)
- Suiker (Kilo)
- Het spel van Don Cristobal (directeur)
- De gebochelde van de Nôtre Dame (de Schele)
- De Buikspreker (De Soldaat)

#### Populair Theater (1983/84)
- Een wonderbaarlijke nacht op volle zee (Dikke)

## Film
- Keetje Tippel
- Soldaat van Oranje
- Tussen de regels
- De Lift

## Televisie
- Ik hou van Hollands (NCRV)
- Summersong (NCRV)
- De graaf van Monte Cristo (KRO)
- De avonturen van Pa Pinkelman (KRO)
- Dubbelleven (Afl. Als je droomt wie je bent) (VARA)
- Boris en Bramshow (KRO)
- Niets aan de hand (VARA)
- Schipper naast God (NCRV)
- Als de lente komt (AVRO)
- Potasch en Perlemoer (TROS)
- De beslagen spiegel (IKON)
- Goede tijden, slechte tijden (RTL 4)
- Het sluitend bewijs (EO)
- Bassie & Adriaan: De Plaaggeest (1978)-Schoolhoofd

## Stemmen
Hieronder een overzicht van films en televisieseries waaraan Drenth zijn stem heeft verleend:
- Naarling (de Grote) en De klok in Er was eens...
- Mayor Alexander Walrus in Patrol 03
- Perrault in Johan en Pierewiet
- Ulf en Alf in Gummiberen
- Bank Boef in Ducktales
- Sancho in Don Quichot
- Porthos in Albert de 5e Musketier
- Baloe in TaleSpin
- Boris Boef in Goof Troop
- Frederick March in Onder Moeders Vleugels
- Saluk in Aladdin en de Dievenkoning
- Lotso de Knuffelbeer in Toy Story 3
- Lord Zero in Montana Jones
- Semafoor en de kat Balthazar in Dommel
- Vitalis in Remi, Alleen op de wereld
- Chief in Frank en Frey
- Boer Bart in Engie Benjy
- Leonard in Budgie de Kleine Helikopter
- Barnaby en Verteller in Argaï
- Nessus in Hercules
- Percival C. McLeach in De Reddertjes in Kangoeroeland
- Lon in Pocahontas
- Bruut en Klungelaar in De klokkenluider van de Notre Dame (1996)
- Police Chief McBrusque in An American Tail: The Treasure of Manhattan Island
- Schoolmeester Bas in Alfred J Kwak
- Stromboli in Pinokkio (1940, versie uit 1995)
- Anthony, Meneer Legan, Terry, Lex en Verteller in Candy Candy
- William Dalton in Lucky Luke: Op naar het westen
- Jojo en Snorkeleters (grote rode wezens die op Snorkels jagen; leider Spike the Snorkeleter; alleen bang voor kleine visjes 'Snorkeleter-eters' in Snorkels
- Keizer Hajaga en Simon in De kleine zeemeermin
- Pad in Beestenbos is boos
- Superwoef in 101 Dalmatiërs
- Gwumpki in Quack Pack
- Oom van Winifred en Baloe (volwassen) in Jungle Club
- Boris Boef in Mickey's Club
- Papamoomin in Moomin
- Verteller, Frits in Bobobobs
- Bruno in Winnie De Poeh
- Jack Dalton in Lucky Luke
- Boris in Het Vliegende Schip